# Assolto per aver commesso il fatto
Assolto per aver commesso il fatto è un film del 1992 diretto da Alberto Sordi.
È il terzultimo film diretto da Alberto Sordi, che ne è anche protagonista.

## Trama
Emilio Garrone, un ex ispettore della SIAE, puntando tutto sulla sua furbizia e caparbietà, è seguito mentre si accaparra (spesso anche con modi truffaldini) tutte le televisioni o radio private che gli capitano sotto mano; il tutto dichiarando di lavorare per gli interessi di una misteriosa donna di nome Gilda in Svizzera. In questa scalata non si cura o evade provvedimenti giudiziari, lascia credere alle sue vittime e ai suoi concorrenti di avere derubato il tesoro di un dittatore africano con cui faceva affari, e fa leva sulla cupidigia e falsa morale della società che sembra perdonare tutto ad un imbroglione di successo.

## Produzione
Come dirà lo stesso Sordi in una intervista, «il pubblico sa bene che io ho sempre portato sullo schermo personaggi 'emblematici' senza fare l'imitazione di questo o quello. Lo spunto in questo caso è stata la cronaca, che ci presenta ogni giorno finanzieri e imprenditori rampanti che, partendo dal nulla, arrivano a concludere affari da 2000, 3000 miliardi. La gente si chiede, come fanno?. Con Sonego abbiamo cercato una risposta: abbiamo fatto vedere, ad esempio, come i debiti possono anche non costituire una perdita per un'azienda. Superato un certo limite, le banche ti continuano a finanziare per cercare di recuperare le somme prestate».

## Distribuzione
Il film uscì nelle sale italiane il 17 aprile 1992.

### Edizioni home video
Si tratta di uno dei pochi film di Alberto Sordi che non è stato ancora distribuito in DVD o in Bluray, ma esclusivamente in VHS per la Filmauro.